# Булгарі Яків Миколайович
Булгари Яків Миколайович (? — 16 серпня 1828) — граф, чиновник, поміщик, дійсний статський радник, член Товариства наук при  Харківськом університеті (1823) та таємної організації Філікі Етерія. Батько  М.Булгарі.

## Біографія
Прибув з  Іонічних островів (поблизу Балканського п-ва). В 1807 році зарахований корнетом до Кавалергардського полку, 1808 став камер-юнкером. З 1813року виконував обов'язки начальника Радивилівського митного округу. 1817року через конфлікт із волинським губернатором Бартоломієм Гижицьким змушений піти у відставку (в чині дійсного статського радника), після чого приватно управляв статками графині Ганни Чернишової. Мав власні маєтності в  Одесі та  Слобідської Україні.
Навесні 1825 року притягнутий до слідства через участь у повстанні Іпсіланті. Великі кошти віддав на військове спорядження учасників боротьби за визволення  Греції від  Османської імперії. Членом таємних декабристських організацій не був. Член таємного грецького товариства Філікі Етерія. 5 січня 1826 року заарештований у  Харкові за підозрою у причетності до руху декабристів (оскільки був знайомим  Ф.Вадковського). 1 січня 1826 року ув'язнений у  Петропавлівської фортеці. 9 червня 1826 року відпущений  Миколою I без застосування подальших репресій. Повернувся в Україну. Помер у місті Ромни.